# Station Kashima
Station Kashima (加島駅,  Kashima-eki) is een treinstation in de wijk Yodogawa-ku in Osaka, Japan. Het wordt aangedaan door de JR Tozai-lijn.

## Treindienst

### JR West
| 1 | ■ JR Tōzai-lijn | richting Amagasaki                |
| 2 | ■ JR Tōzai-lijn | richting Kita-Shinchi en Kyōbashi |

## Geschiedenis
Het station werd in 1997 geopend.

## Overig openbaar vervoer
Bussen 18, 25, 64, 76 en 97

## Stationsomgeving
Voor het station bevindt zich een busstation, waarvandaan ook bussen richting station Osaka vertrekken.
- Yamada Denki (elektronicawinkel)
- 7-Eleven

(Gakkentoshi-lijn<<) · Kyobashi ·  Osakajō-kitazume · Osaka-Temmangu · Kita-Shinchi · Shin-Fukushima · Ebie · Mitejima · Kashima · Amagasaki · (>>JR Kobe-lijn- Fukuchiyama-lijn)